# Futtutjärnen
Futtutjärnen är en sjö i Åre kommun i Jämtland och ingår i Indalsälvens huvudavrinningsområde. Sjöns area är 0,026 kvadratkilometer och den är belägen 561 meter över havet.